# Karsai Lucia
Karsai Lucia (1927. november 4. – 1984. március 8.) Balázs Béla-díjas (1979) magyar pedagógus, műfordító, szinkron-műfordító.

## Életpályája
1939–1943 között olasz nyelvű gimnáziumban tanult, ahol Füsi József oktatta. Egyetemi tanulmányait 1950-ben fejezte be az ELTE Bölcsészettudományi Karán. 1962-ig középiskolai tanárként dolgozott, majd műfordító lett. 1967-től a Magyar Televízió filmszinkron műfordítója, majd a szinkroncsoport vezető dramaturgja lett. 1958-tól publikált.
Sírja a Farkasréti temetőben található.

## Családja
Szülei Antonio Widmar (Vidmár Antal) (1899–1980) író, költő, műfordító és Sziráky Judith (1904–1992) költő, író. 
Hárs László (1911–1978) költő, író, újságíró nevelt leánya, Karsai Elek (1922–1986) történész felesége (1961-ben elváltak); második férje 1963-tól 1966-ig Tóbiás Áron. 
Fia Karsai György egyetemi tanár.

## Műfordításai
- Giuseppe Berto: Vörös az ég (regény, 1964)
- Oriana Fallaci: Pénelopé a háborúban (regény, 1965)
- Paolo Santarcangeli: Labirintusok könyve (1970)
- Oriana Fallaci: Ha meghal a Nap (regény, 1971)
- Piero Chiara: Az osztozkodás (regény, 1972)
- Gavino Ledda: Apámuram (regény, 1979)
- Gianni Rodari: Beleestem a tévébe (gyermekregény, 1976)
- Italo Calvino: Láthatatlan városok (regény, 1981)

## Filmjei
- A kaméliás hölgy (1936) (1973)
- Intermezzo (1939) (1974)
- Egy nap a parkban (1953) (1978)
- Római vakáció (1953) (1980)
- Vágyakozás (1953) (1972)
- Az édes élet (1960) (1972)
- Nehéz évek (1962) (1978)
- 8½ (1963) (1969)
- Rita, a szúnyog (1966) (1968)
- A betörés (1971) (1979)
- A sakkozó tolvaj (1973) (1983)
- A televízió (1974) (1979)